# Reino Unido en los Juegos Mundiales de Breslavia 2017
El Reino Unido fue uno de los 102 países que participaron en los Juegos Mundiales de 2017 celebrados en Breslavia, Polonia.
La delegación británica estuvo compuesta de un total de 105 atletas, con lo cual fue uno de los países con más participantes en los Juegos.
Sus deportistas ganaron un total de 11 medallas, 3 oros, 4 platas y 4 bronces, con lo cual ocuparon la posición 22 del medallero.
Además, sumaron dos medallas de plata adicionales en los deportes de exhibición, en cuyo medallero ocuparon la posición once.
| Oro | Plata | Bronce |
| --- | ----- | ------ |
| 3   | 4     | 4      |

## Delegación

### Billar
| Deportista    | Prueba        | Octavos de final        | Octavos de final | Cuartos de final | Cuartos de final | Semifinal       | Semifinal | Final / Tercer puesto | Final / Tercer puesto | Posición         |
| Deportista    | Prueba        | Oponente                | Resultado        | Oponente         | Resultado        | Oponente        | Resultado | Oponente              | Resultado             | Posición         |
| ------------- | ------------- | ----------------------- | ---------------- | ---------------- | ---------------- | --------------- | --------- | --------------------- | --------------------- | ---------------- |
| Femenil       |               |                         |                  |                  |                  |                 |           |                       |                       |                  |
| Kelly Fisher  | Pool          | # Kristina Tkach        | 4:9              | Eliminada        | Eliminada        | Eliminada       | Eliminada | Eliminada             | Eliminada             | Eliminada        |
| Varonil       |               |                         |                  |                  |                  |                 |           |                       |                       |                  |
| Jayson Shaw   | Pool          | # Alejandro Zulliy      | 11:8             | # Matt Edwards   | 11:5             | # Pin Yi Ko     | 11:6      | # Carlo Biado         | 7:11                  | Medalla de plata |
| Mixto         |               |                         |                  |                  |                  |                 |           |                       |                       |                  |
| Ali Carter    | Snooker mixto | # Shawn Dalitz          | 3:0              | # Declan Brennan | 3:1              | # Si Xu         | 3:0       | # Kyren Wilson        | 1:3                   | Medalla de plata |
| Andrew Pagett | Snooker mixto | # Alexander Ursenbacher | 1:3              | Eliminado        | Eliminado        | Eliminado       | Eliminado | Eliminado             | Eliminado             | Eliminado        |
| Kyren Wilson  | Snooker mixto | # Andres Pretov         | 3:1              | # Michael Judge  | 3:1              | # Soheil Vahedi | 3:0       | # Ali Carter          | 3:1                   | Medalla de oro   |

### Bolos
| Femenil                      |            |      |    |                                     |           |            |            |            |            |            |            |            |            |            |           |           |
| Becky Daly                   | Individual | 1242 | 22 | eliminada                           | eliminada | eliminada  | eliminada  | eliminada  | eliminada  | eliminada  | eliminada  | eliminada  | eliminada  | eliminada  | eliminada | eliminada |
| Samantha Hannan              | Individual | 1180 | 26 | eliminada                           | eliminada | eliminada  | eliminada  | eliminada  | eliminada  | eliminada  | eliminada  | eliminada  | eliminada  | eliminada  | eliminada | eliminada |
| Becky Daly y Samantha Hannan | Dobles     | –    | –  | # Liliia Kononenko y Daria Kovalova | 794:824   | eliminadas | eliminadas | eliminadas | eliminadas | eliminadas | eliminadas | eliminadas | eliminadas | eliminadas |           |           |
| Becky Daly y Samantha Hannan | Dobles     | –    | –  | # Sandra Góngora y Tannya López     | 731:949   | eliminadas | eliminadas | eliminadas | eliminadas | eliminadas | eliminadas | eliminadas | eliminadas | eliminadas |           |           |
| Becky Daly y Samantha Hannan | Dobles     | –    | –  | # Jasmine Yeong-Nathan y Joey Chan  | 821:943   | eliminadas | eliminadas | eliminadas | eliminadas | eliminadas | eliminadas | eliminadas | eliminadas | eliminadas |           |           |

### Deportes aéreos
| Atleta      | Categoría                      | Ronda 1 | Ronda 2 | Ronda 3 | Ronda 4 | Ronda 5 | Ronda 6 | Ronda 7 | Ronda 8 | Ronda 9 | Ronda 10 | Ronda 11 | Ronda 12 | Puntuación total | posición |
| ----------- | ------------------------------ | ------- | ------- | ------- | ------- | ------- | ------- | ------- | ------- | ------- | -------- | -------- | -------- | ---------------- | -------- |
| Mixto       |                                |         |         |         |         |         |         |         |         |         |          |          |          |                  |          |
| Maxine Tate | Paracaidismo - Canopy Piloting | 31      | 20      | 25      | 25      | 29      | 24      | 15      | 31      | 7       | 24       | 31       | 24       | 304.000          | 33       |

### Esquí acuático
| Varonil        |        |                |                |                |                |                |
| Jack Critchley | Slalom | No se presentó | No se presentó | No se presentó | No se presentó | No se presentó |
| Jack Critchley | Salto  | 60.5           | 1              | 58.2           | 8              | 8              |

#### Wakeboard
| Varonil          |                        |       |   |   |   |       |   |       |   |           |           |           |
| Dan Nott         | Wakeboard estilo libre | 51.22 | 2 | - | - | 45.67 | 5 | -     | - | Eliminado | Eliminado | Eliminado |
| Femenil          |                        |       |   |   |   |       |   |       |   |           |           |           |
| Charlotte Bryant | Wakeboard estilo libre | -     | - | - | - | 24.89 | 4 | 45.56 | 3 | Eliminada | Eliminada | Eliminada |

### Gimnasia

#### Acrobática
| Atletas                                              | Categoría         | Calificación | Calificación | Final      | Final      | Posición          |
| Atletas                                              | Categoría         | Puntos       | Posición     | Puntos     | Posición   | Posición          |
| ---------------------------------------------------- | ----------------- | ------------ | ------------ | ---------- | ---------- | ----------------- |
| Femenil                                              |                   |              |              |            |            |                   |
| Ilisha Boardman Isabel Haigh y Emily Hancock         | Grupos All-Around | 55.030       | 3            | 28.235     | 3          | Medalla de bronce |
| Varonil                                              |                   |              |              |            |            |                   |
| Michael Hill y Jake Phelan                           | Parejas           | 55.030       | 5            | eliminados | eliminados | eliminados        |
| Conor Sawenko Charlie Tate Lewis Watts y Adam Upcott | Grupos All-Around | 59.050       | 1            | 30.450     | 1          | Medalla de oro    |
| Mixto                                                |                   |              |              |            |            |                   |
| Lewis Walker y Katherine Williams                    | Parejas           | 55.350       | 4            | 28.810     | 3          | Medalla de bronce |

#### Trampolín
| Femenil        |                      |        |   |        |   |                   |
| Lucie Colebeck | Tumbling             | 67.800 | 3 | 71.000 | 3 | Medalla de bronce |
| Kirsty Way     | Mini trampolín doble | 67.300 | 5 | 68.700 | 6 | 6                 |
| Varonil        |                      |        |   |        |   |                   |
| Elliott Browne | Tumbling             | 72.100 | 4 | 61.000 | 7 | 7                 |
| Andrew Houston | Mini trampolín doble | 68.200 | 5 | 71.500 | 5 | 5                 |

### Juegos de la soga
| Categoría           | Varonil al aire libre 700 kg | Varonil al aire libre 640 kg |
| ------------------- | --- | --- |
| Atletas             | David Bowyer James Dewsberry Leonard Jarram Tim Lee William Lee Ian Murphy James Murphy Steven Prime Beat Steinmann Ian Robinson Lee Robinson Justin Sheppard John Webb y Aidan Wheeler | David Callcutt Martin Collins Ian Daniels Wayne Evans David Field David Hammersley Edward Holland Ian Murphy James Murphy Steven Prime Edward Shannon John Webb y Adrian Webb |
| Fase de grupos      | # 3:0 # 1:1 # 1:1 # 0:3 # 3:0 | # 3:0 # 0:3 # 3:0 # 3:0 # 3:0 |
| Semifinal           | # 0:3 | # 3:0 |
| Final/Tercer puesto | # 3:0 | # 2:1 |
| Posición            | Medalla de bronce | Medalla de oro |

### Karate
| Masculino     |               |                        |     |                   |     |                       |     |                   |     |                  |     |                  |
| Thomas Jordan | Kumite 67 kg. | # Yves Martial Tadisso | 3:2 | # Tsunerai Yahiro | 0:0 | # Abdelatif Benkhaled | 6:0 | # Deivis Ferreras | 8:0 | # Steven Dacosta | 0:0 | Medalla de plata |

### Kickboxing
| Femenil          |       |                      |     |           |           |           |           |           |
| Monika Markowska | 52 kg | # Anna Poskrebysheva | 0:3 | eliminada | eliminada | eliminada | eliminada | eliminada |

### Korfbal
| Categoría                     | Mixto |
| ----------------------------- | --- |
| Plantel                       | Owen Bailey Joe Bedford Neala Brennan Paul Debenham Claire Dique Caitlin Fitzgerald Andrew Hall Ben King Lizzie McCloud Blake Plafreyman Sara Roberts Charlie Vogwill Ashley Warner Helen West |
| Fase de grupos                | # 23:11 # 16:23 # 12:13 |
| Juegos de posicionamiento     | # 24:27 |
| Partido por el séptimo puesto | # 25:18 |
| Posición                      | 7 |

### Lacrosse
| Wettbewerb     | Frauen |
| -------------- | --- |
| Plantel        | Emma Adams Emilie Chandler Alexandra Drewe Iona Dryden Claire Faram Anna Kate Featherstone Emily Gray Katherine Anna Lehovsky Sophie Morrill Julia Paterson Alisa Stott Laura Warren Sophie Withehead Dorothy Williams Olivia Wimpenny |
| Fase de grupos | Japón 9:5 Estados Unidos 6:14 |
| Semifinal      | Estados Unidos 5:18 |
| Tercer puesto  | Australia 8:10 |
| Posición       | 4 |

### Motociclismo
| Atleta                                    | Fase preliminar | Fase preliminar | Fase preliminar | Fase preliminar | Fase preliminar | Fase preliminar | Fase preliminar | Fase preliminar | Fase preliminar | Fase preliminar | Fase preliminar | Fase preliminar | Fase preliminar  | Fase preliminar | Repesca    | Repesca    | Final      | Final      | Posición |
| Atleta                                    | Oponente        | Puntuación      | Oponente        | Puntuación      | Oponente        | Puntuación      | Oponente        | Puntuación      | Oponente        | Puntuación      | Oponente        | Puntuación      | Puntuación total | Posición        | Oponente   | Puntuación | Oponente   | Puntuación | Posición |
| ----------------------------------------- | --------------- | --------------- | --------------- | --------------- | --------------- | --------------- | --------------- | --------------- | --------------- | --------------- | --------------- | --------------- | ---------------- | --------------- | ---------- | ---------- | ---------- | ---------- | -------- |
| Varonil                                   |                 |                 |                 |                 |                 |                 |                 |                 |                 |                 |                 |                 |                  |                 |            |            |            |            |          |
| Danny King Robert Lambert y Steve Worrall | Dinamarca       | 3               | Polonia         | 2               | Alemania        | 1               | Australia       | 1               | Rusia           | 1               | Suecia          | 3               | 11               | 7               | eliminados | eliminados | eliminados | eliminados | 7        |

### Orientación
| Femenil                                                        |                 |              |    |
| Megan Carter-Davies                                            | Sprint          | 15:36,50 min | 17 |
| Tessa Strain                                                   | Sprint          | 16:10,20 min | 22 |
| Megan Carter-Davies                                            | Media distancia | 45:30,00 min | 30 |
| Tessa Strain                                                   | Media distancia | 39:10,00 min | 13 |
| Masculino                                                      |                 |              |    |
| Peter Hodkinson                                                | Sprint          | 15:31,30 min | 12 |
| Ralph Street                                                   | Sprint          | 15:11,80 min | 7  |
| Peter Hodkinson                                                | Media distancia | 39:41,00 min | 23 |
| Ralph Street                                                   | Media distancia | 37,27,00 min | 14 |
| Mixto                                                          |                 |              |    |
| Megan Carter-Davies Peter Hodkinson Murray Strain Ralph Street | Relevos mixtos  | 1:04:18 h    | 5  |

### Remo bajo techo
| Femenil        |                     |            |                  |
| Laura Kerr     | 500 m peso abierto  | 1:32,7 min | 4                |
| Nicola Lawless | 2000 m peso abierto | 6:58,3 min | 5                |
| Justine Reston | 2000 m peso ligero  | 7:15,3 min | Medalla de plata |
| Varonil        |                     |            |                  |
| Graham Benton  | 2000 m peso abierto | 5:54,4 min | 6                |
| Phil Clapp     | 500 m peso abierto  | 1:12,9 min | Medalla de plata |

### Squash
| Femenil          |                    |                |                     |                |                   |                |                 |                |                |                |                |                |                |                |                |                |                |
| Lisa Aitken      | Jessica Turnbull # | 3:0            | Coline Aumard #     | 1:3            | eliminada         | eliminada      | eliminada       | eliminada      | eliminada      | eliminada      | eliminada      | eliminada      | eliminada      | eliminada      |                |                |                |
| Fiona Moverley   | Nadiia Usenko #    | 3:0            | Misaki Kobayashi #  | 3:0            | Millie Tomlison # | 3:1            | Camille Serme # | 0:3            | Nicol David #  | 0:3            | 4              |                |                |                |                |                |                |
| Alison Thomson   | Tessa Ter Sluis #  | 3-1            | Camille Serme #     | 0:3            | eliminada         | eliminada      | eliminada       | eliminada      | eliminada      | eliminada      | eliminada      | eliminada      | eliminada      | eliminada      |                |                |                |
| Millie Tomlison  | Celine Walser #    | 3:0            | Rachel Arnold #     | 3:2            | Fiona Moverley #  | 1:3            | eliminada       | eliminada      | eliminada      | eliminada      | eliminada      | eliminada      | eliminada      | eliminada      |                |                |                |
| Masculino        |                    |                |                     |                |                   |                |                 |                |                |                |                |                |                |                |                |                |                |
| Ben Coleman      | Yuri Farneti #     | 3:0            | Tsz Fung Yip #      | 2:3            | eliminado         | eliminado      | eliminado       | eliminado      | eliminado      | eliminado      | eliminado      | eliminado      | eliminado      | eliminado      |                |                |                |
| Douglas Kempsell | Joe Chapman #      | 3:0            | Mathieu Castagnet # | 1:3            | eliminado         | eliminado      | eliminado       | eliminado      | eliminado      | eliminado      | eliminado      | eliminado      | eliminado      | eliminado      |                |                |                |
| Joe Lee          | no se presentó     | no se presentó | no se presentó      | no se presentó | no se presentó    | no se presentó | no se presentó  | no se presentó | no se presentó | no se presentó | no se presentó | no se presentó | no se presentó | no se presentó | no se presentó | no se presentó | no se presentó |
| Joshua Masters   | Jan Koukal #       | 1:3            | eliminado           | eliminado      | eliminado         | eliminado      | eliminado       | eliminado      | eliminado      | eliminado      | eliminado      | eliminado      | eliminado      | eliminado      |                |                |                |
| Rory Stewart     | Shehab Essam #     | 3:0            | Gregoire Marche #   | 1:3            | eliminado         | eliminado      | eliminado       | eliminado      | eliminado      | eliminado      | eliminado      | eliminado      | eliminado      | eliminado      |                |                |                |

### Tiro con arco
| Femenil         |                    |     |   |   |   |                       |       |                   |       |                     |           |              |           |                  |
| Naomi Folkard   | Recurvo individual | 355 | 5 | - | - | # Jindriska Vaneckova | 94:78 | # Bryony Pitman   | 83:80 | # Laurence Baldauff | 60:53     | # Lisa Unruh | 52:52     | Medalla de plata |
| Bryony Pitman   | Recurvo individual | 355 | 4 | - | - | -                     | -     | # Naomi Folkard   | 80:83 | Eliminada           | Eliminada | Eliminada    | Eliminada | Eliminada        |
| Jessica Nilsson | Arco simple        | 296 | 6 | - | - | -                     | -     | # Eliette Lalouer | 60:65 | Eliminada           | Eliminada | Eliminada    | Eliminada | Eliminada        |
| Varonil         |                    |     |   |   |   |                       |       |                   |       |                     |           |              |           |                  |
| Mark Nesbitt    | Recurvo individual | 352 | 6 | - | - | # Sebastian Rohrberg  | 86:85 | # Matija Mihalic  | 87:89 | Eliminado           | Eliminado | Eliminado    | Eliminado | Eliminado        |